# Saint-Antonin-de-Sommaire
Saint-Antonin-de-Sommaire és un municipi francès situat al departament de l'Eure i a la regió de Normandia. L'any 2007 tenia 177 habitants.

## Demografia

### Població
El 2007 la població de fet de Saint-Antonin-de-Sommaire era de 177 persones. Hi havia 73 famílies de les quals 13 eren unipersonals (4 homes vivint sols i 9 dones vivint soles), 26 parelles sense fills, 30 parelles amb fills i 4 famílies monoparentals amb fills.
La població ha evolucionat segons el següent gràfic:
Habitants censats

### Habitatges
El 2007 hi havia 100 habitatges, 71 eren l'habitatge principal de la família, 26 eren segones residències i 3 estaven desocupats. Tots els 99 habitatges eren cases. Dels 71 habitatges principals, 58 estaven ocupats pels seus propietaris i 13 estaven llogats i ocupats pels llogaters; 3 tenien dues cambres, 11 en tenien tres, 20 en tenien quatre i 36 en tenien cinc o més. 55 habitatges disposaven pel capbaix d'una plaça de pàrquing. A 31 habitatges hi havia un automòbil i a 35 n'hi havia dos o més.

### Piràmide de població
La piràmide de població per edats i sexe el 2009 era:
| Homes | Edats   | Dones |
| ----- | ------- | ----- |
| 0     | 95 o +  | 0     |
| 0     | 90 a 94 | 0     |
| 0     | 85 a 89 | 0     |
| 0     | 80 a 84 | 8     |
| 4     | 75 a 79 | 0     |
| 0     | 70 a 74 | 8     |
| 8     | 65 a 69 | 4     |
| 0     | 60 a 64 | 4     |
| 4     | 55 a 59 | 4     |
| 4     | 50 a 54 | 4     |
| 4     | 45 a 49 | 4     |
| 8     | 40 a 44 | 4     |
| 8     | 35 a 39 | 4     |
| 12    | 30 a 34 | 8     |
| 0     | 25 a 29 | 12    |
| 0     | 20 a 24 | 0     |
| 8     | 15 a 19 | 4     |
| 0     | 10 a 14 | 4     |
| 4     | 5 a 9   | 8     |
| 4     | 0 a 4   | 8     |

## Economia
El 2007 la població en edat de treballar era de 111 persones, 89 eren actives i 22 eren inactives. De les 89 persones actives 82 estaven ocupades (46 homes i 36 dones) i 6 estaven aturades (2 homes i 4 dones). De les 22 persones inactives 10 estaven jubilades, 7 estaven estudiant i 5 estaven classificades com a «altres inactius».

### Ingressos
El 2009 a Saint-Antonin-de-Sommaire hi havia 73 unitats fiscals que integraven 188 persones, la mediana anual d'ingressos fiscals per persona era de 18.513 €.

### Activitats econòmiques
Dels 6 establiments que hi havia el 2007, 1 era d'una empresa extractiva, 4 d'empreses de construcció i 1 d'una empresa immobiliària.
Dels 4 establiments de servei als particulars que hi havia el 2009, 1 era un paleta, 2 guixaires pintors i 1 lampisteria.
L'any 2000 a Saint-Antonin-de-Sommaire hi havia 9 explotacions agrícoles que ocupaven un total de 180 hectàrees.

## Equipaments sanitaris i escolars
El 2009 hi havia una escola elemental integrada dins d'un grup escolar amb les comunes properes formant una escola dispersa.

## Poblacions més properes
El següent diagrama mostra les poblacions més properes.